# Ahmed Khairy
Ahmed Khairy (Cairo, 1 de outubro de 1987) é um futebolista profissional egipcio, defensor, que milita no Al-Ismaily.
Disputou a Copa das Confederações de 2009 pela Seleção Egípcia de Futebol.